# Diócesis de Constanza
La diócesis de Constanza (en latín: Dioecesis Constantiensis y en alemán: Bistum Konschtanz) fue una circunscripción eclesiástica de la Iglesia católica en Alemania, Austria y Suiza. Se trataba de una diócesis latina, sufragánea de la arquidiócesis de Maguncia. Fue suprimida de hecho en 1561. Además de su función episcopal, los obispos de Constanza tenían poder temporal, ya que Constanza era un principado eclesiástico dentro del Sacro Imperio Romano Germánico, el principado episcopal de Constanza.

## Territorio y organización

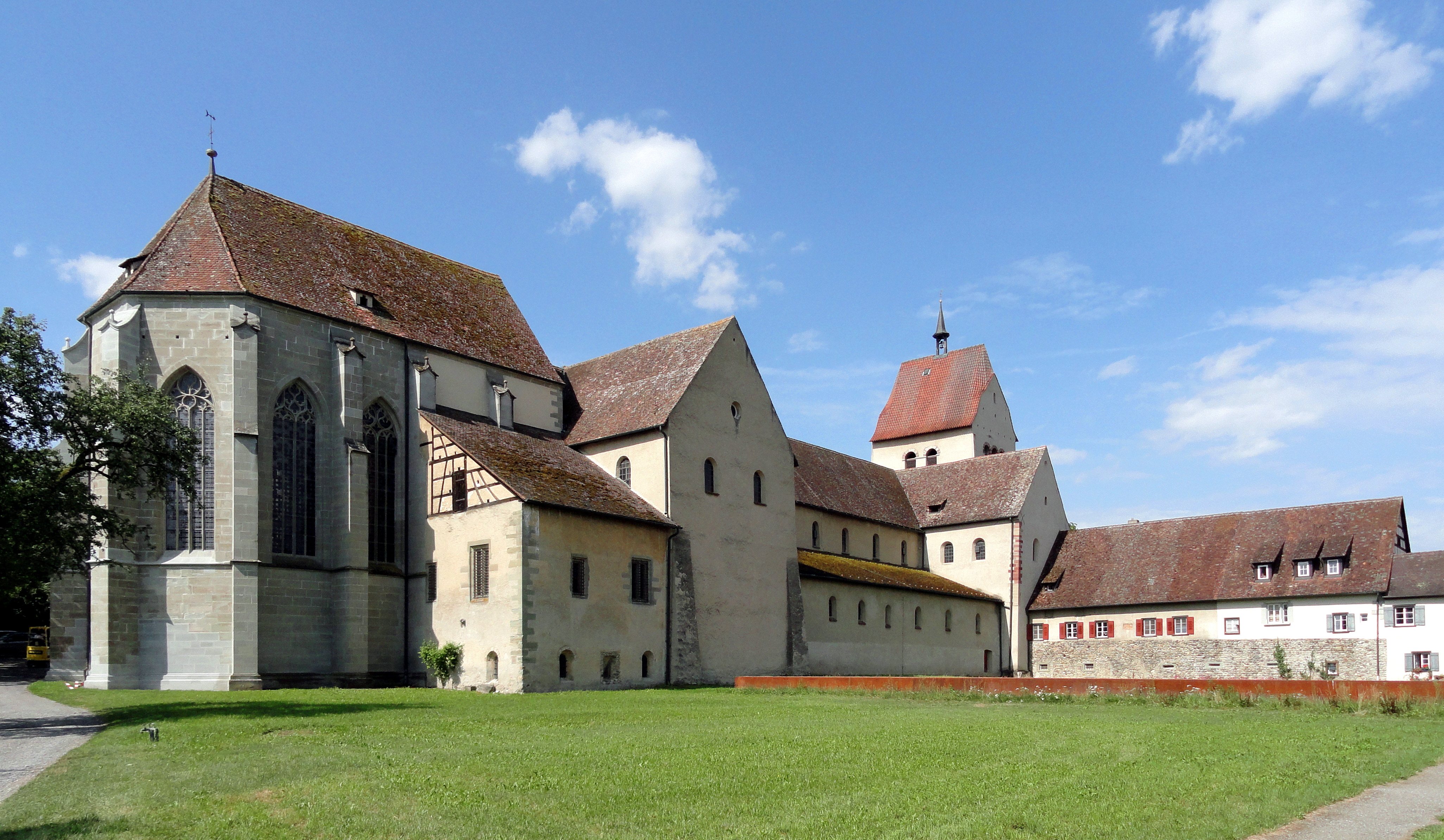
Iglesia de la abadía de Reichenau, fundada por san Pirmino de Reichenau en 724

La diócesis tenía 36 000 km² y extendía su jurisdicción sobre los fieles católicos de rito latino residentes en partes del actual estado de Baden-Wurtemberg en Alemania, de la actual Suiza germanoparlante y el Vorarlberg austríaco. Limitaba al norte con la arquidiócesis de Magdeburgo, al este con la diócesis de Meissen, al sur con la diócesis de Naumburgo y al oeste con la de Halberstadt.

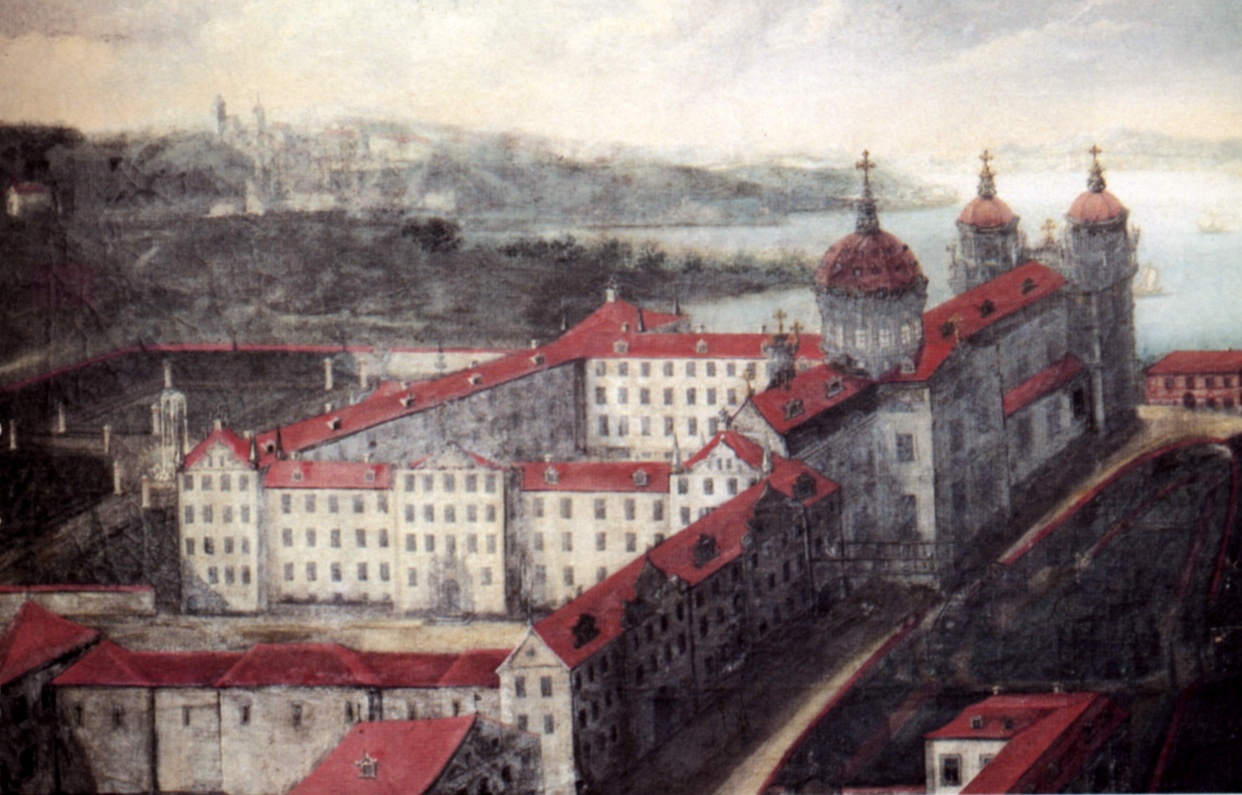
Abadía de Petershausen, en un grabado del, fundada en 983 por el obispo de Constanza san Gebardo

Limitaba al norte con las diócesis de Estrasburgo, diócesis de Espira y Wurzburgo; al este con la diócesis de Augsburgo; al sur con las diócesis de Coira, Sion y Lausana; al oeste con la diócesis de Basilea y de nuevo con la de Estrasburgo.

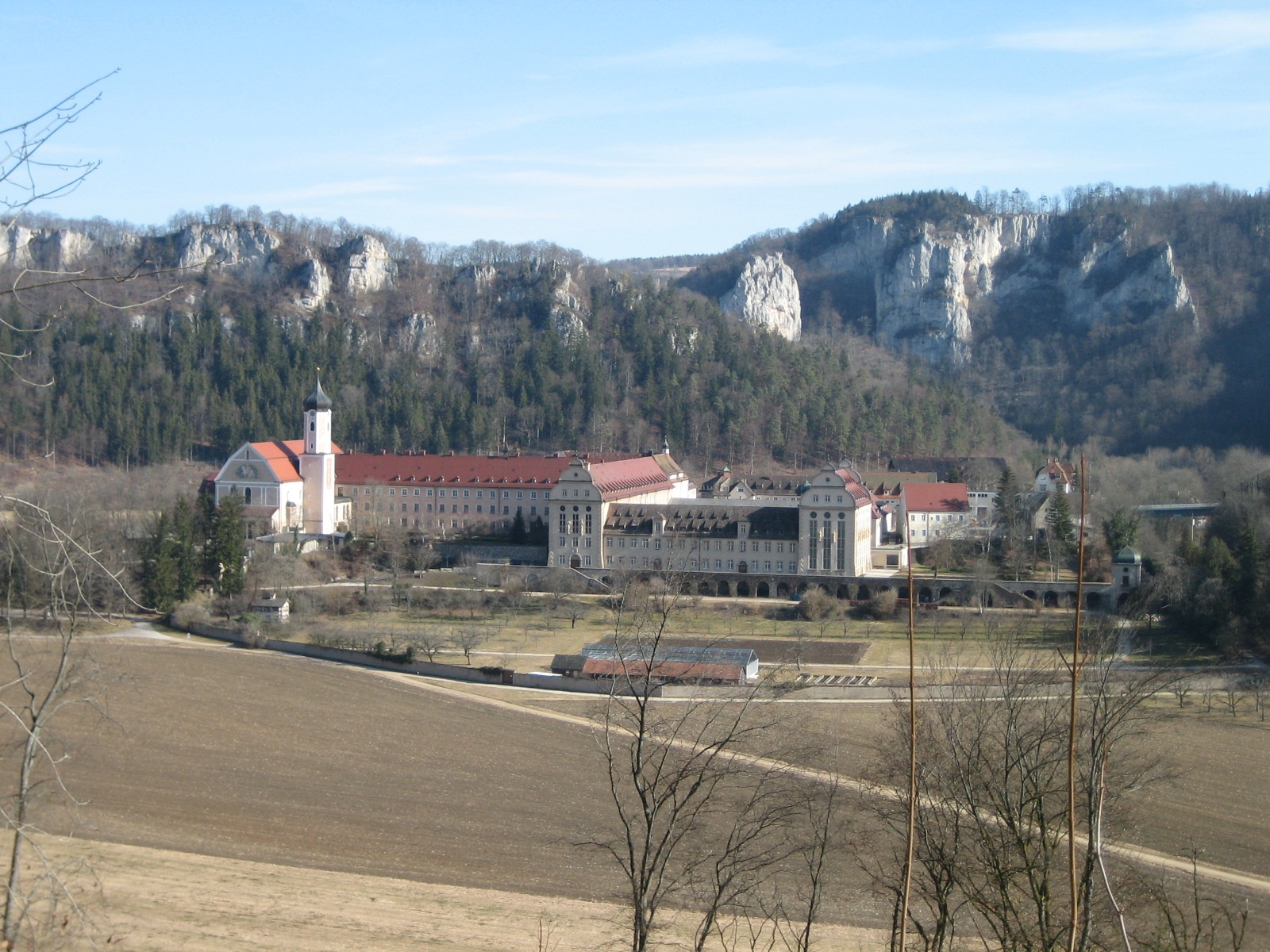
Arquiabadía de Beuron, fundada en el

La sede de la diócesis se encontraba en la ciudad de Constanza, en donde se halla la Catedral basílica de Nuestra Señora, que hoy pertenece a la arquidiócesis de Friburgo.

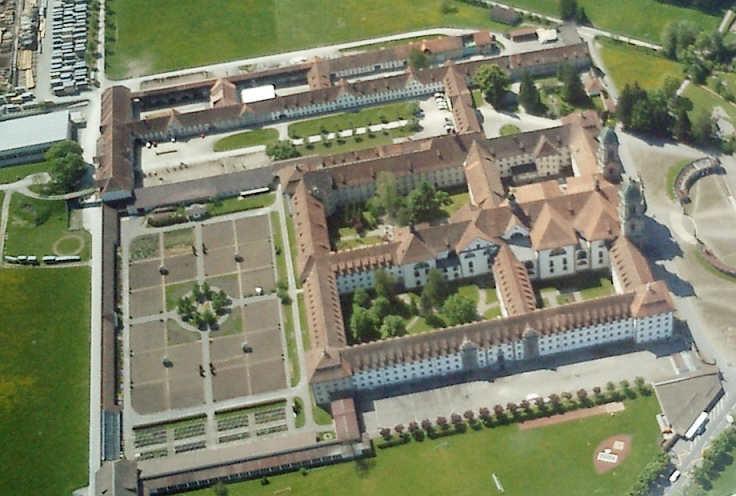
Abadía de Einsiedeln

En 1769 en la diócesis existían 1254 parroquias y 918 capellanías, 243 abadías, monasterios y conventos, 37 colegiatas y 52 cabildos. Antes de la Reforma protestante, la diócesis estaba dividida en 10 arcedianos y 67 decanatos. Esta subdivisión se remonta al menos al siglo XII. Después del siglo XVI, la división administrativa de la diócesis sufrió cambios debido a la conversión de muchas parroquias y decanatos al protestantismo.

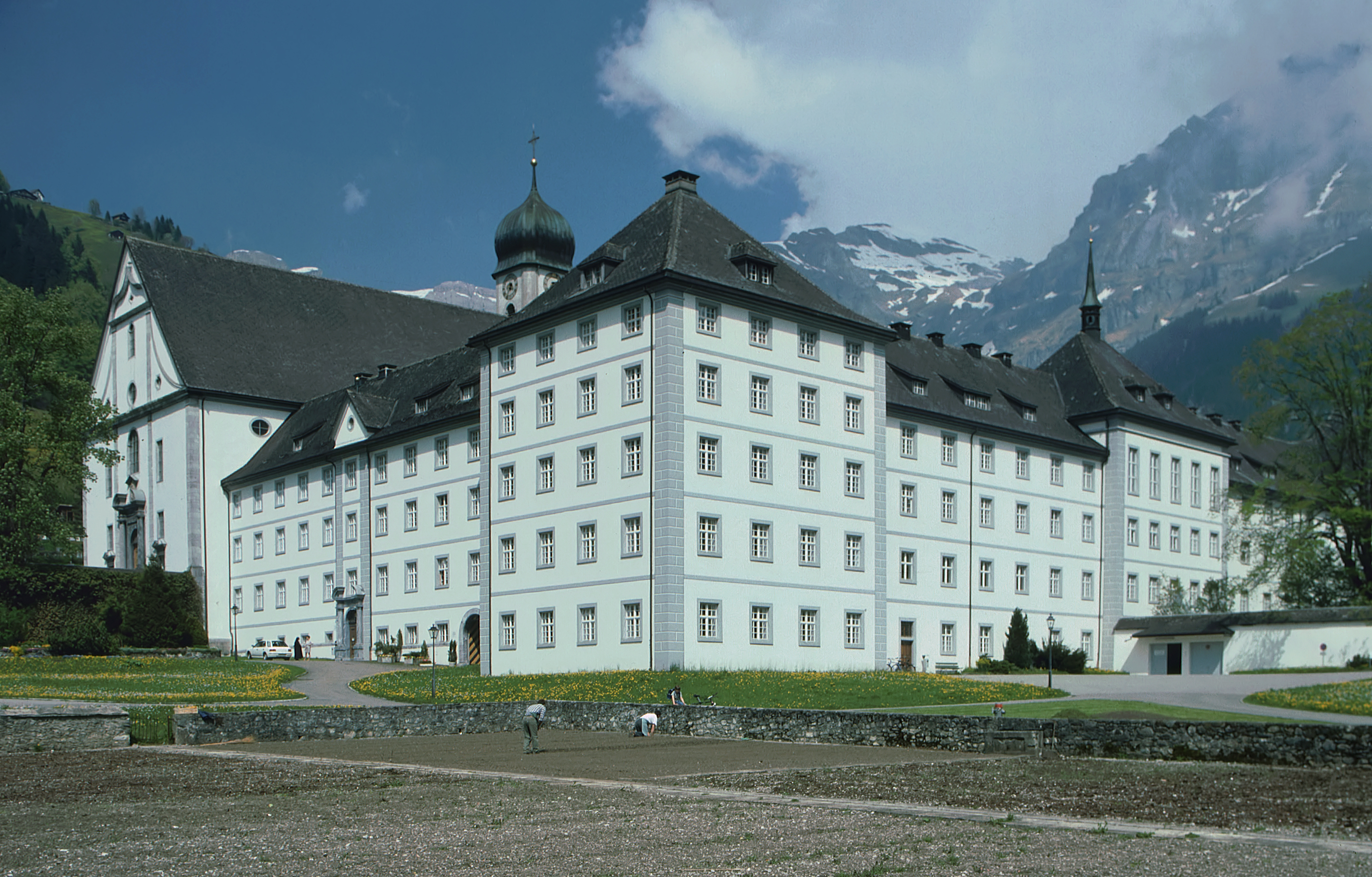
Abadía de Engelberg

## Historia

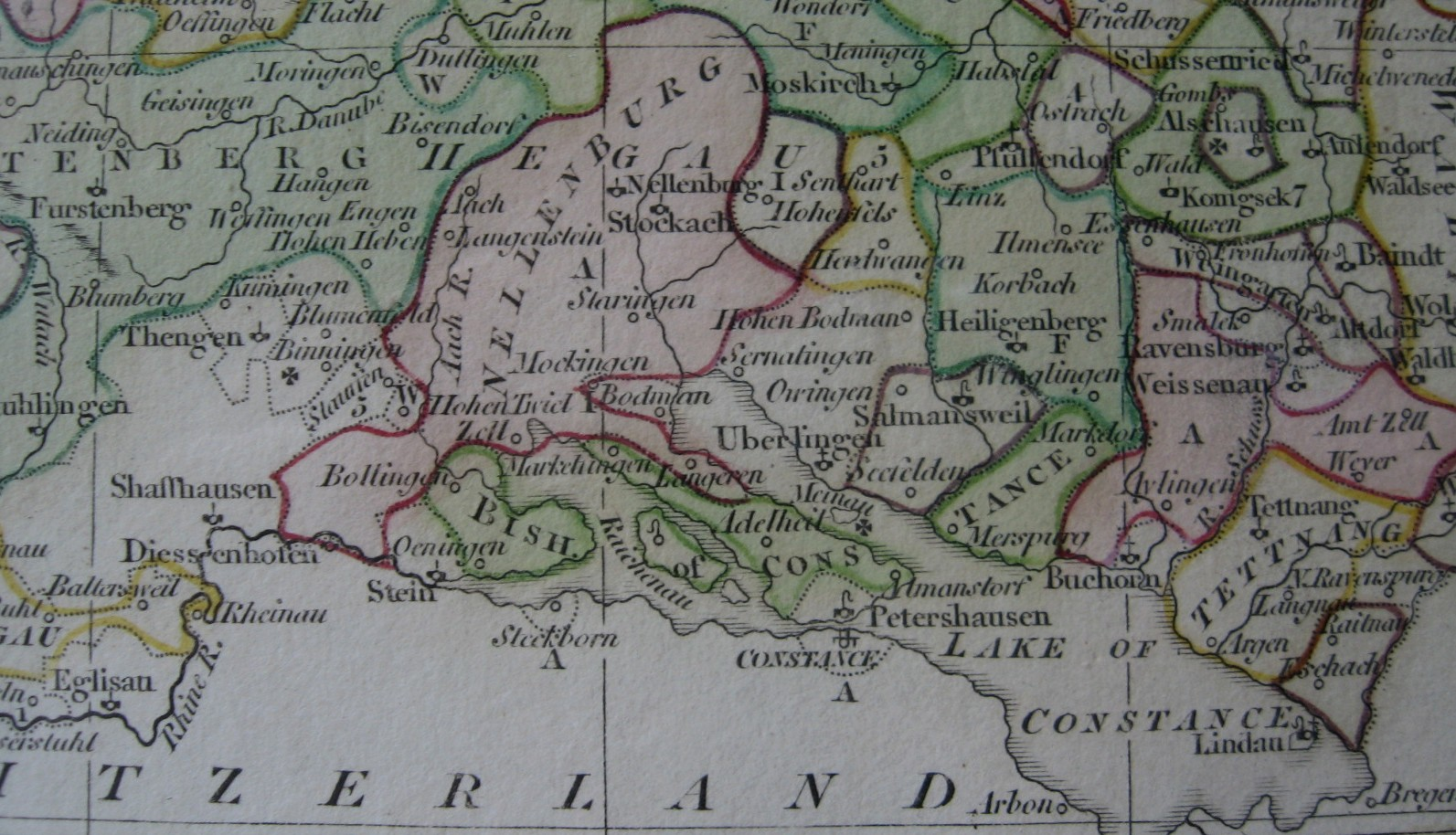
Mapa del principado episcopal de Constanza, situado en la parte occidental del lago de Constanza

### Los orígenes
Los orígenes de la diócesis de Constanza siguen siendo inciertos y están envueltos en la oscuridad incluso hoy en día. La tesis tradicional, defendida por historiadores alemanes y suizos desde el siglo XVI, sostiene que la diócesis se originó a partir del traslado de la sede de Vindonissa, actual Windisch, a Constanza. Los estudios de Marius Besson, Louis Duchesne y otros eruditos de finales del siglo XIX y principios del siglo XX han desmontado esta tesis, demostrando la continuidad de las cronología de los obispos de Avenches y Windisch con las de Lausana.
Costanza habría surgido: o bien como una nueva creación con vistas a un puesto avanzado cristiano en las tierras ocupadas por los alamanes, todavía paganos; o como un desmembramiento de la antigua civitas Helvetiorum, con la asignación de la parte romanizada a la diócesis de Lausana y la parte ocupada por los alamanes a Constanza, territorio este último que se extendía hacia el norte mucho más allá del antiguo limes romano. Esta tesis es la más ampliamente adoptada por los historiadores hoy en día y apoyada por los autores de Helvetia Sacra, Germania Sacra y el Diccionario histórico de Suiza.
También es incierto el período en el que surgió la diócesis de Constanza. La tesis tradicional, que reconocía a Bubulco de Windisch (517) como el primer obispo, admitía un origen tardo-antiguo, entre finales del siglo V y principios del siglo VI, de la diócesis de Vindonissa y su traslado a Constanza en el tercer cuarto del siglo VI. Hoy en día se acepta que la diócesis de Constanza fue fundada entre finales del siglo VI y principios del siglo VII, con el establecimiento de las fronteras definitivas entre las diversas tribus germánicas. La Series episcoporum Constantiensium, redactada en el siglo XII, contiene una lista inicial de obispos que no puede documentarse con certeza. El primer obispo documentado históricamente es Auduino, que murió en 736. A partir del siglo VIII la diócesis pasó a formar parte de la provincia eclesiástica de la arquidiócesis de Maguncia.

### Era medieval y moderna
Sólo a partir de la época carolingia la diócesis adquirió la apariencia que mantendría hasta su supresión. Durante este período, fue gobernada por eminentes pastores, dos de los cuales fueron canonizados, san Conrado, patrono de la diócesis, y san Gebardo. Entre los obispos destacaron: Salomón I († 871), que reconoció la exención de la abadía de San Galo y fue confiado con varias misiones diplomáticas por Luis el Germánico; y su nieto Salomón III († 920), que intervino enérgicamente en las competiciones políticas de su tiempo, construyó las murallas de Constanza que resistieron el asalto de los húngaros en 926, e hizo construir varias iglesias y una nueva residencia episcopal.
La Querella de las investiduras en el siglo XI provocó un cisma, originado por la oposición del obispo Otto von Lierheim (1071-1086) a implementar en su diócesis las reformas deseadas por el papa Gregorio VII para toda la Iglesia católica. La excomunión de Otón en 1080 dio lugar a una doble serie de obispos, uno aliado del emperador y otro leal a los papas de Roma. Entre los obispos romanos destacó especialmente Gebhard von Zähringen. Con el apoyo de las grandes abadías presentes en el territorio diocesano, logró propagar la reforma gregoriana luchando contra la simonía, a favor del celibato eclesiástico y en la fundación de nuevos monasterios.
El primer testimonio de las propiedades de los obispos de Constanza y, por tanto, de la existencia de un principado episcopal, plenamente formado en el siglo XIII, está contenido en un privilegio del emperador Federico I de 1155. Era uno de los más pequeños del Imperio y estaba compuesto esencialmente por derechos y localidades al norte y al sur del lago de Constanza y del alto Rin. Con la Reforma protestante los territorios del principado se consolidaron con la anexión de la abadía de Reichenau.
La diócesis conoció otro momento de división durante el Cisma de Occidente, durante el cual se encontró dividida entre las dos obediencias. La mayoría de los cantones suizos y sus principales ciudades (Zúrich y Lucerna) y la región oriental de la diócesis con la abadía de San Galo se unieron al papa de Roma. Por otra parte, los territorios sometidos a los Habsburgo, algunas pequeñas ciudades suizas y alemanas (Schaffhausen, Aarau, Friburgo de Brisgovia, Winterthur) y la mayoría de los monasterios de la Selva Negra y de Argovia se pusieron del lado de los papas de Aviñón. Entre los dos partidos, prevaleció el romano, tanto más cuanto el obispo de Aviñón, Henri Péyer, gobernaba la diócesis como administrador, pero nunca volvió a poner un pie allí después de su nombramiento en Valence. El cisma se resolvió en la propia Constanza, con la convocación por el emperador Segismundo del Concilio de Constanza que restableció la unidad de la Iglesia occidental.
El siglo XVI vio la afirmación de la Reforma protestante en muchos ambientes y sectores de la diócesis, gracias a las ideas de Martín Lutero llegadas del norte, pero sobre todo gracias a la afirmación en su seno de un movimiento reformista originado en el pensamiento y la teología de Ulrico Zuinglio, predicador de la colegiata de Zúrich. Los obispos de este período, Hugo von Hohenlandenberg, Johann von Lupfen y Johann von Weeze, fueron incapaces de hacer frente a las presiones reformistas y las victorias militares de la Liga Católica sobre la protestante Liga de Esmalcalda no sirvieron para detenerlas. La diócesis, manteniendo su integridad territorial y estructural, vio la transición hacia la Reforma de muchas parroquias, monasterios y abadías, tanto en la parte suiza como en la alemana. La propia ciudad episcopal pasó a manos de los reformados. En este contexto, en agosto de 1526 el obispo Hugo von Hohenlandenberg y el cabildo catedralicio abandonaron Constanza y se refugiaron, el primero en Meersburg y el segundo en Radolfzell. El obispo permaneció en Meersburg hasta la supresión de la diócesis, mientras que el cabildo regresó a Constanza después del paso de la ciudad a Austria y la consiguiente restauración de la fe católica (1548).
A medida que la Reforma se afianzaba, la diócesis se vio transformada en un rompecabezas confesional. En cada arcedianato los cargos católicos eran en su mayoría minoritarios: 17 decanatos habían permanecido católicos, 16 habían pasado enteramente a la Reforma, los demás decanatos estaban divididos entre las dos confesiones; 658 parroquias y 33 monasterios y abadías pasaron a la nueva fe. La Contrarreforma católica, gracias a la obra de los capuchinos y los jesuitas, consiguió reconducir a la fe católica un buen número de parroquias, pero no restablecer la unidad en la diócesis.
Al mismo tiempo que se extendía la Reforma protestante, en los restantes cantones católicos de Suiza se desarrolló un movimiento separatista con el objetivo de establecer una nueva diócesis en los territorios mencionados, distinta de la de Constanza. A la cabeza de este movimiento estaban las grandes abadías suizas, en particular las de Einsiedeln y San Galo, que, debido a la distancia del obispo, ejercían efectivamente jurisdicción sobre los territorios circundantes. Esto provocó el estallido de un largo y doloroso conflicto entre obispos y abades, en particular el de San Galo, que terminó recién en 1613. Las disputas entre los obispos y abades de San Galo se reanudaron en el siglo XVIII.
La aplicación de los decretos del Concilio de Trento se vio obstaculizada por el tamaño de la diócesis y por la rivalidad entre las facciones católicas. Las visitas pastorales eran casi imposibles y en la parte suiza eran delegadas a los abades de San Galo. El seminario en Meersburg no se inauguró hasta 1735 gracias al trabajo del obispo Johann Franz Schenk von Stauffenberg.

### Supresión
La situación política europea a finales del siglo XVIII, la Revolución francesa, el Reichsdeputationshauptschluss de 1803 y el Congreso de Viena de 1815 provocaron el fin de la diócesis de Constanza. En particular, la supresión del Sacro Imperio Romano Germánico condujo a la división del territorio diocesano entre dos nuevas entidades políticas, la Confederación Germánica y Suiza. Debido al principio de territorialidad de las Iglesias, la de Constanza ya no podía sobrevivir.
Estos son los pasos más importantes que llevaron a su supresión:
- En 1802 el obispo perdió su poder temporal y el suprimido principado episcopal de Constanza pasó a formar parte del estado alemán del Gran Ducado de Baden.
- En 1814 la parte suiza fue separada de la diócesis y confiada a Franz Bernhard Göldlin von Tiefenau, preboste de Beromünster. Este territorio fue posteriormente dividido entre las diócesis de Coira y Basilea.
- Con el nacimiento de la Confederación Germánica (1815), la parte alemana de la diócesis quedó dividida entre los estados de Baden, Wurtemberg, Hohenzollern-Sigmaringen, Hohenzollern-Hechingen, Baviera y el Imperio austríaco.
- El 10 de febrero de 1817 murió el último obispo de Constanza, Karl Theodor von Dalberg. El cabildo eligió a su vicario general, Ignaz Heinrich von Wessenberg, como administrador, pero debido a sus posiciones liberales no fue reconocido por la Santa Sede.
- En 1817 la parte de la diócesis que pertenecía al estado de Wurtemberg fue erigida provisionalmente en vicariato general, con sede primero en Ellwangen y luego, ese mismo año, en Rotemburgo del Néckar. En 1821 esta parte de la diócesis de Constanza pasó a formar parte de la diócesis de Rotemburgo.
- En 1818, mediante la bula Ex imposito, el papa Pío VII planeó la erección de la diócesis de Feldkirch, a la que anexó el decanato de Bregenz, es decir, todas las parroquias de Constanza en Vorarlberg. En realidad, este proyecto no se realizó y el territorio de Vorarlberg fue anexado al de la diócesis de Bresanona. En el mismo año, la parte del territorio de Constanza que pertenecía al Reino de Baviera fue anexada a la diócesis de Augsburgo.
- Después de estas disposiciones, la diócesis de Constanza quedó únicamente con los territorios dependientes de los estados de Baden y Hohenzollern.
- El 16 de agosto de 1821, mediante la bula Provida solersque del papa Pío VII se erigió en los territorios citados la arquidiócesis de Friburgo.[10] Contrariamente a una antigua costumbre eclesiástica, el título de Constanza no fue transferido allí, de modo que a partir de ese momento la antigua diócesis de Constanza fue formalmente suprimida. Sin embargo, debido a la falta de acuerdo sobre el nombramiento del obispo, von Wessenberg continuó administrando este territorio hasta el nombramiento del primer arzobispo de Friburgo, Bernhard Boll, en 1827.

## Estadísticas
En 1769 la población católica alcanzó aproximadamente 900 000 habitantes con 3774 sacerdotes seculares, 2764 monjes y religiosos, 3147 monjas.

## Episcopologio

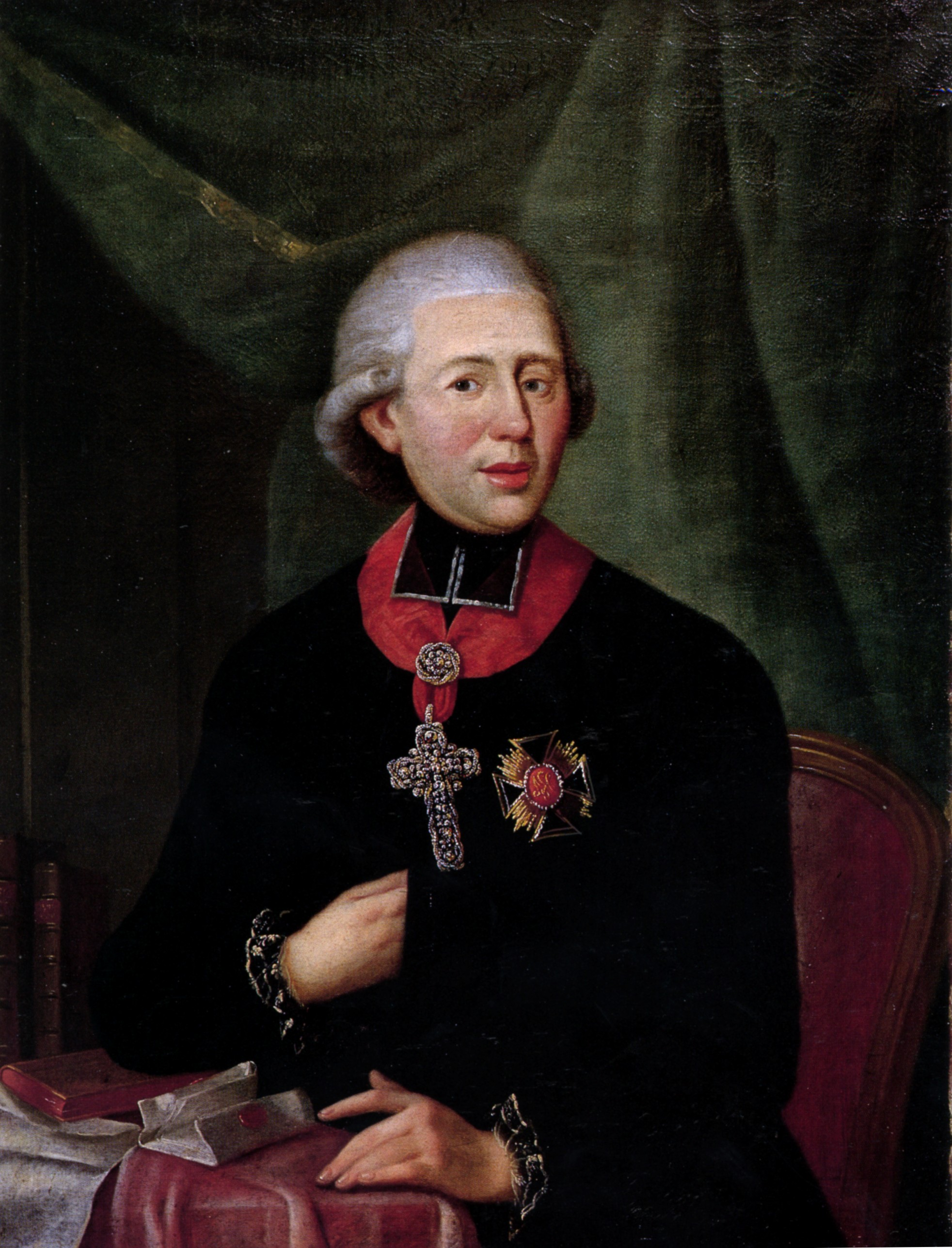
Último obispo de Constanza, Karl Theodor von Dalberg, murió en 1817

El catálogo más antiguo de los obispos de Constanza, la Series episcoporum Constantiensium, se remonta al siglo XII y se abre con una lista de unos quince nombres, en su mayoría desconocidos y no documentados históricamente, con la excepción de algunos de ellos mencionados en la vida de san Galo y en las tradiciones vinculadas a este santo, sobre cuya historicidad, sin embargo, no todos los historiadores son unánimes.
Esta cronología sigue la propuesta por Helmut Maurer en la obra Das Bistum Konstanz 5. Die Konstanzer Bischöfe, adoptada también por el Diccionario histórico de Suiza.
- Massimo † (fines del siglo VI)
- Ruodelo † (fines del siglo VI)
- Ursino † (fines del siglo VI-inicios del siglo VII)
- Gaudenzio † (?-circa 612/613 falleció)[12]
- Giovanni I † (entre 615 y 629/639)[12]
- Marziano † (entre 629 y 639)[nota 3]
- Otardo † (mitad del siglo VII)
- Pictavo † (mitad del siglo VII)
- Severio † (mitad del siglo VII)
- Astropio † (mitad del siglo VII)
- Giovanni II † (mitad del siglo VII)[13]
- Bosone † (segunda mitad del siglo VII)[12]
- Gandolfo † (segunda mitad del siglo VII)
- Fedele † (segunda mitad del siglo VII)
- Teobaldo † (segunda mitad del siglo VII)
- Auduino † (?-736 falleció)[13]
- Arnefrido (o Ernfrido) † (circa 736-circa 746)
- Sidonio † (746-760)[nota 4]
- Giovanni III † (760-julio de 782 falleció)[nota 5]
- Egino † (782-811)
- Wolfleoz † (811-15 de marzo de 838 o 839 falleció)
- Salomone I † (838 o 839-3 de enero de 871 falleció)
- Pateco † (871-4 de diciembre de 871 falleció)
- Gebardo I † (874-875)
- Salomone II † (875/876-23 de diciembre de 889 falleció)
- Salomone III † (890-5 de enero de 919 o 920 falleció)
- Notingo † (919 o 920-934 falleció)
- San Conrado de Altdorf † (935-26 de noviembre de 975 falleció)
- Gaminolfo † (975-22 de mayo de 979 falleció)
- San Gebardo de Constanza † (979-26 de agosto de 995 falleció)
- Lamberto † (995-16 de mayo de 1018 falleció)
- Rudhart † (1018-28 de agosto de 1022 falleció)
- Heimo † (1022-18 de marzo de 1026 falleció)
- Warmann (Warmund) von Dillingen † (1026-13 de agosto de 1034 falleció)
- Eberhard von Kyburg-Dillingen † (1034-25 de diciembre de 1046 falleció)
- Theoderich † (1047-22 de junio de 1051 falleció)
- Rumold von Bonstetten † (1051-4 de noviembre de 1069 falleció)
- Siegfried † (1069)
- Karlmann † (1070-27 de diciembre de 1071 falleció)
- Otto von Lierheim † (1071-1080 depuesto)
- Obispos imperiales:
  - Ottone di Lierheim † (1080-circa 1086 falleció)
  - Rupert †
  - Arnoldo di Heiligenberg † (1092-1112)
- Obispos papales:
  - Bertolf † (1080-circa 1084)
  - Gebeardo III di Zähringen † (1084-12 de noviembre de 1110 falleció)
- Ulrico I di Kyburg-Dillingen † (1111-27 de agosto de 1127 falleció)
- Ulrich von Castell † (1127-1138 renunció)
- Hermann von Arbon † (1138-20 de noviembre de 1165 falleció)
- Otto von Habsburg † (1165-1174 renunció)
- Berthold von Bußnang † (1174-22 de mayo de 1183 falleció)
- Hermann von Friedingen † (1183-1 de septiembre de 1189 falleció)
- Diethelm von Krenkingen † (antes del 15 de julio de 1190-12 de abril de 1206 falleció)
- Wernher von Staufen † (30 de septiembre de 1206-1208 falleció)
- Konrad von Tegerfelden † (antes del 16 de abril de 1209-19 de febrero de 1233 falleció)
- Heinrich von Tanne † (1233-25 de agosto de 1248 falleció)
- Eberhard von Waldburg † (3 de septiembre de 1248-20 de febrero de 1274 falleció)
- Rudolf von Habsburg-Laufenburg † (1 de agosto de 1274-3 de abril de 1293 falleció)
- Heinrich von Klingenberg † (9 de agosto de 1293-12 de septiembre de 1306 falleció)[nota 6]
- Gerhard von Bevar † (5 de diciembre de 1307-19 de agosto de 1318 falleció)[nota 7]
  - Sede vacante (1318-1322)
- Rudolf von Montfort-Feldkirch  † (1 de octubre de 1322-27 de marzo de 1334 falleció)
- Nikolaus von Frauenfeld[nota 8] † (13 de abril de 1334-25 de julio de 1344 falleció)
- Urich Pfefferhardt † (19 de octubre de 1345-24 de noviembre de 1351 falleció)
- Johann Windlock † (18 de enero de 1353-21 de enero de 1356 falleció)[nota 9]
- Heinrich von Brandis, O.S.B. † (15 de mayo de 1357-22 de noviembre de 1383 falleció)[nota 10]
- Obediencia aviñonesa:
  - Mangold von Brandis, O.S.B. † (24 de octubre de 1384-9 de noviembre de 1386 falleció)
  - Henri Péyer (Bayler) † (22 de marzo de 1387-15 de junio de 1388 nombrado obispo de Valence)
  - Henri Péyer (Bayler) † (3 de julio de 1388-1407 renunció) (administrador apostólico)
- Obediencia romana:
  - Nikolaus von Riesenburg † (circa junio de 1383-antes del 4 de mayo de 1388 nombrado obispo de Olomouc)
  - Burkhard von Hewen † (20 de mayo de 1388-30 de septiembre de 1398 falleció)
  - Friedrich von Nellenburg † (16 de octubre de 1398-26 de octubre de 1398 renunció)
  - Marquard von Randegg † (10 de diciembre de 1398-28 de diciembre de 1406 falleció)
  - Albrecht Blarer † (enero de 1407-1410 renunció)
- Otto von Hachberg † (10 de diciembre de 1410-1434 renunció)
- Friedrich von Zollern † (6 de septiembre de 1434-30 de julio de 1436 falleció)
- Heinrich von Hewen † (19 de septiembre de 1436-1 de septiembre de 1462 falleció)
- Burkhard von Randegg † (14 de enero de 1463-13 de abril de 1466 falleció)
- Hermann von Breitenlandenberg † (2 de junio de 1466-20 de septiembre de 1474 falleció)
- Ludwig de Friburgo † (20 de septiembre de 1474 por sucesión-antes del 1 de agosto de 1479 renunció)
- Otto von Sonnenberg † (10 de noviembre de 1480-21 de marzo de 1491 falleció)
- Thomas Berlower (Thomas von Cilli) † (9 de septiembre de 1491-25 de abril de 1496 falleció)
- Hugo von Hohenlandenberg † (29 de julio de 1496-5 de enero de 1529 renunció)
- Balthasar Merklin † (9 de marzo de 1530-28 de mayo de 1531 falleció)
- Hugo von Hohenlandenberg † (30 de agosto de 1531-7 de enero de 1532 falleció) (por segunda vez)
- Johann von Lupfen † (16 de diciembre de 1533-16 de octubre de 1537 renunció)
- Johann von Weeze † (14 de julio de 1538-13 de junio de 1548 falleció)
- Christoph Metzler † (20 de marzo de 1549-11 de septiembre de 1561 falleció)
- Mark Sittich von Hohenems † (24 de octubre de 1561-1589 renunció)
- Andrea d'Austria † (31 de julio de 1589-12 de noviembre de 1600 falleció)
- Johann Georg von Hallwyl, S.I.  † (18 de junio de 1601-11 de enero de 1604 falleció)
- Johann Jakob Fugger † (5 de mayo de 1604-24 de enero de 1626 falleció)
- Sixt Werner von Altensumerau und Prasberg † (27 de mayo de 1626-15 de noviembre de 1627 falleció)
- Johann von Waldburg † (10 de julio de 1628-diciembre de 1644 falleció)
- Franz Johann von Altensumerau und Prasberg † (28 de mayo de 1646-7 de marzo de 1689 falleció)
- Marquard Rudolf von Rodt † (6 de marzo de 1690-10 de junio de 1704 falleció)
- Johann Franz Schenk von Stauffenberg † (26 de enero de 1705-24 de enero de 1737 por sucesión obispo de Augsburgo)
- Damian Hugo von Schönborn-Buchheim † (24 de enero de 1737 por sucesión-19 de agosto de 1743 falleció)
- Kasimir Anton von Sickingen † (3 de febrero de 1744-30 de agosto de 1750 falleció)
- Franz Konrad von Rodt † (15 de marzo de 1751-16 de octubre de 1775 falleció)
- Maximilian Christof von Rodt † (15 de abril de 1776-17 de enero de 1800 falleció)
- Karl Theodor von Dalberg † (17 de enero de 1800 por sucesión-10 de febrero de 1817 falleció)
  - Sede vacante (1817-1821)
  - Sede suprimida